# Nudyże
Nudyże (ukr. Нуди́же) – wieś na Ukrainie w rejonie kowelskim, w obwodzie wołyńskim. W II Rzeczypospolitej miejscowość wchodziła w skład gminy wiejskiej Zgorany w powiecie lubomelskim województwa wołyńskiego. Do II wojny światowej w pobliżu miejscowości znajdowała się niewielka wieś Jawornik oraz chutor Trubica. Południowa część wsi nosi nazwę Piaski.
Pierwsze wzmianki o wsi pochodzą z początku XVI wieku. We wsi znajduje się zabytkowa cerkiew Podwyższenia Krzyża Pańskiego z 1868 roku.
Do 2020 w rejonie lubomelskim.